# Nils Adlercreutz
Pour les articles homonymes, voir Adlercreutz.
Nils August Domingo Adlercreutz est un cavalier suédois de concours complet et de saut d'obstacles né le 8 juillet 1866 à Brunneby et mort le 27 septembre 1955 à Stockholm. 
Au cours de sa carrière, il remporte une médaille d'or en concours complet par équipe lors des Jeux olympiques de Stockholm en 1912.
Il est le père du cavalier Gregor Adlercreutz.